# Jaskyňa v Čebrati
Jaskyňa v Čebrati – jaskinia krasowa w masywie Čebrati w Szypskiej Fatrze w północnej Słowacji. Znajduje się w granicach wsi Likavka w powiecie Rużomberk.
Jaskinia znajduje się w północnej części ramienia Predný Čebrať (945 m n.p.m.), schodzącego od północy nad Rużomberk. Otwór wejściowy leży na wysokości ok. 900 m n.p.m. wśród skał zwanych Havranné, nad zamknięciem dolinki tej samej nazwy.
Jaskinia jest dawno znana. W przekroju pionowym ma formę wysokiej szczeliny, w której dalszym, górnym piętrze zachowała się szata naciekowa. Długość jaskini wynosi 63 m.